# Teddy Altman
Theodora « Teddy » Altman, est un personnage fictif de la série à succès Grey's Anatomy. Jouée par Kim Raver, elle apparaît pour la première fois dans l'épisode 9 de la saison 6 en tant que chirurgienne cardio-thoracique .
Teddy Altman est la cheffe de chirurgie au Grey Sloan Memorial Hospital. Elle est actuellement mariée à Owen Hunt, qu'elle a rencontré alors qu'elle était dans l'armée. Ils élèvent ensemble leur fille Allison Hunt et le fils adoptif d'Owen : Léo Hunt. Elle était auparavant mariée à Henry Burton et fut le mentor de Cristina Yang au Seattle Grace Mercy West Hospital.

## Épisodes notables
Ces épisodes sont centrés sur Teddy ou sont par ailleurs très instructifs sur sa vie.
- Le Passé… au présent (6x09)
- Laisser partir (6x18)
- Chacun pour soi (6x20)
- La Pression monte (7x08)
- État de choc (8x10)
- Rencontre avec un lion (8x18)
- Le vent tourne (8x24)
- Le Tout pour le tout (14x01)
- Ce qui ne tue pas... (14x02)
- Terrain miné (14x05)
- Il suffit d'un jour (14x17)
- Veiller sur l'autre (15x05)
- Dans la brume (15x25)
- L'amour de ma vie (16x19)
- Une fois de trop (17x02)
- En état de choc (17x09)
- Croire aux miracles (18x09)

## Histoire du personnage
Le personnage de Teddy Altman apparaît dans 134 épisodes de l'univers de Grey's Anatomy : 131 fois dans la série mère et 2 fois dans Station 19.

### Jeunesse
Le spectateur sait relativement peu de chose sur l'enfance de Teddy Altman, si ce n'est qu'elle a suivi sa formation médicale à l'école de médecine de la Southwestern Medical School de l'Université du Texas. Elle a terminé sa résidence en chirurgie générale au George Washington University Medical Center et a obtenu une bourse de recherche en chirurgie cardio-thoracique à la clinique Mayo située en Floride.
Une fois son diplôme obtenu, elle se fait embaucher au Columbia University Medical Center. Au cours de sa première année en tant que titulaire, alors qu'elle s'est arrêtée sur une piste cyclable pour retrouver son chemin, elle manque d'être percutée par Allison Robin Brown en vélo. Le stress lié à son travail rajouté à cet incident, Teddy s'emporte à l'encontre d'Allison. Pour s'excuser, Allison lui achète un bagel et les deux femmes commencent à nouer une amitié. Elles décident d'emménager ensemble avec Claire, la petite amie d'Allison. En l'espace de quelques mois, entre 2000 et 2001, Teddy a perdu sa mère et son père. Durant cette période, elle a développé une liaison avec Allison, dans le dos de Claire. Bien qu'elles aient eu l'intention de dire la vérité à Claire, quelques heures plus tard, Allison décède dans la deuxième tour lors des attentats du 11 septembre 2001. À la suite de la perte de son amie et étant incapable de rester vivre à New York sans elle, Teddy prend la décision de garder sa liaison secrète et décide de s'enrôler dans l'armée.

### Service militaire
Lors de son engagement militaire, Teddy rencontre Owen Hunt avec qui elle travaille. Au fil du temps, ils sont devenus meilleurs amis et elle tombe amoureuse de lui malgré le fait qu'il soit fiancé à Beth Whitman. Teddy garde ses sentiments secrets puisqu'elle ne peut pas supporter l'idée d'éventuellement le perdre en plus de toutes les autres pertes qu'elle a dû endurer au cours de sa vie.
Lors d'une mission en Irak en 2007, alors que Teddy travaillait conjointement avec ses amis : Owen Hunt, Nathan Riggs et Megan Hunt, Nathan annonce ses fiançailles avec Megan. Cependant Teddy reconnait le collier que Nathan a utilisé pour demander en mariage Megan car il appartenait à une infirmière du camp. Elle réussit à confronter Nathan lorsqu'elle opère un soldat avec lui, et lui demande s'il a trompé Megan, ce qu'il admet. Teddy lui conseille de le dire à Megan car elle mérite de le savoir, supposant qu'elle allait probablement lui pardonner. Cependant, quelques heures plus tard, Teddy apprend par sa patiente que la patiente de Megan appartient au camp ennemi. Teddy s'est alors précipitée hors de la tente pour empêcher Megan de partir avec cette femme dans un hélicoptère d'évacuation, mais elle est arrivée trop tard et Megan est portée disparue et supposée morte.  

### Saison 6
C'est grâce à Owen Hunt que Teddy intègre l'hôpital du Seattle Grace Mercy West. La considérant comme la « Déesse de la Cardio » il l'amène en tant que « cadeau » pour Cristina Yang. Cette dernière, d'abord excitée à l'idée d'avoir un nouveau professeur, questionne rapidement les aptitudes du Docteur Altman, n'ayant jamais entendu son nom auparavant. Cependant, elle change rapidement d'avis en voyant Teddy diagnostiquer un asthme cardiaque chez un enfant en lui posant à peine trois questions. Teddy autorise Cristina à assister à l'intervention. Bien que des complications interviennent, Teddy reste extrêmement calme et indique à Cristina comment résoudre le problème.
Après avoir admis qu'elle est très amoureuse d'Owen, bien que celui-ci lui dise qu'il aime Cristina, Teddy assigne à celle-ci, sa première chirurgie cardiaque en solo. Alors qu'elle a des difficultés pendant l'intervention, Teddy refuse d'aider Cristina, afin qu'elle puisse repousser elle-même ses propres limites. L'opération est un succès mais Owen questionne les intentions de Teddy quant à avoir laissé Cristina sans aide pour une telle intervention. Sans voix, Teddy décide de quitter les lieux mais est arrêtée par Cristina qui la supplie de rester. Elle a besoin de quelqu'un pour lui enseigner, personne n'a jamais cru autant en elle. Teddy lui avoue qu'elle ne peut pas rester et qu'elle veut Owen. Cristina lui répond alors, sans réfléchir, qu'elle peut l'avoir, pourvu que Teddy reste. Owen dit à Cristina qu'elle ne peut pas l'échanger de cette manière et qu'ils sont importants l'un pour l'autre. Ils restent ensemble, Teddy reste au Seattle Grace mais refuse de prendre Cristina dans son service bien que le travail efficace de cette dernière lui manque.
Au cours de la saison, Teddy et Arizona Robbins deviennent bonnes amies et cette dernière lui arrange un rendez-vous avec Mark Sloan afin que Teddy puisse oublier Owen. Bien qu'ils prennent tous les deux énormément de plaisir, leur relation n'est pas exclusive, Mark étant encore amoureux de Lexie et Teddy, d'Owen. Leur relation prend fin lorsqu'elle surprend Mark et Reed Adamson au lit. Elle ne semble cependant pas affectée par cette « rupture ».
Vers la fin de la saison, elle joue son poste car elle est compétition avec un autre chirurgien très renommé. Cristina demande à Owen de glisser un mot favorable à Derek Shepherd, qui est à ce moment Chef de la Chirurgie. Mais Owen, confus par rapport aux sentiments qu'il éprouve pour Teddy, conseille à Derek de choisir le Docteur Evans au lieu de Teddy. Le docteur Evans décline l'offre et Teddy reçoit officiellement la place de titulaire en chirurgie cardio-thoracique.
Dans l'épisode final de la saison lors de la fusillade, Owen doit faire un choix : rester dehors avec Teddy ou retourner dans l'hôpital pour retrouver Cristina. Owen choisit Cristina et Teddy lui dit qu'elle comprend, que c'est normal de choisir. Elle l'aide à contourner la police afin de rentrer dans l'hôpital.
Il est montré au cours de la saison que Teddy est un excellent professeur ce qui a permis à Cristina de sauver, seule, la vie de Derek Shepherd.
C'est à Bagdad qu'elle rencontra Owen Hunt. Leur rencontre là-bas est expliquée plus en détail dans l'épisode 18 de la saison 6.

### Saison 7
Quelques mois après la fusillade, Teddy semble avoir oublié Owen. Elle entretient une relation avec Andrew Perkins, un psychologue spécialisé dans les traumatismes, engagé afin d'évaluer l'aptitude psychologique des médecins à reprendre du service. Teddy, qui fut rapidement autorisée à opérer avant l'arrivée d'Andrew, s'est remise assez vite de la fusillade. Elle s'inquiète néanmoins lorsqu'elle se rend compte que leur relation semble s'apparenter plus à celle d'un psychologue avec sa patiente qu'à celle d'un couple normal. En dépit de son séjour à court terme à Seattle, Teddy s'attache à Andrew alors que ce dernier lui fait comprendre qu'elle a tendance à s'attacher à des hommes non disponibles.
Cristina, quant à elle, n'est plus capable d'opérer, traumatisée par la fusillade. Teddy se sent responsable, pensant à tort qu'autoriser Cristina à opérer lui serait bénéfique.
Teddy rencontre un patient de Richard Webber, Henry Burton, atteint de la maladie de Von Hippel-Lindau. Celui-ci a une tumeur sur sa glande surrénale risquant de provoquer une crise de l'hypertension et le tuer à tout moment. Le problème est que Henry a été hospitalisé plus de deux cents jours ces trois dernières années et qu'il a subi onze interventions, donc son assurance maladie a expiré il y a un certain temps. Teddy demande à Webber de l'opérer pour retirer son phéochromocytome aux frais de l'hôpital mais ces soins requièrent un budget que l'hôpital ne peut pas se permettre. Après une demande infructueuse au conseil d'administration, Henry est sur le point de quitter l'hôpital quand Teddy lui propose de l'épouser afin qu'il profite de son assurance à elle. Il refuse d'abord la proposition, mais finit par accepter. Ils se marient lors d'une cérémonie express dans l'épisode 11.
Henry retourne donc à l'hôpital pour subir l'intervention pendant que le chef qualifie cette relation d’inappropriée, ce qui mène à des scènes assez comiques. Malheureusement, la tumeur a endommagé le rein qui doit être retiré. Henry demande si Webber peut avoir l'opinion de Teddy en qui il a confiance. Durant l'intervention, Cristina fait remarquer que le pancréas lui aussi est touché. Une ablation partielle est nécessaire ce qui rendrait Henry diabétique insulino-dépendant. Cette décision doit être approuvée par Teddy qu'Henry a choisie comme personne à contacter en cas d'urgence. À son réveil, Henry s'excuse auprès de Teddy de l'avoir mise dans cette situation de décision de vie ou de mort. Il lui avoue qu'il n'a plus personne, que ses parents sont décédés, que sa sœur est en Europe et que vu sa condition, il n'a pas d'amis. Il n'a qu'elle et c'est pourquoi il l'a choisie comme personne à contacter en cas d'urgence.
Après cet épisode, il semblerait qu'une amitié se soit formée entre eux.
Dans l'épisode 15, Teddy a un rendez-vous avec un dénommé William. La situation devient embarrassante voire drôle quand Henry arrive à l'hôpital pour passer quelques tests. Après avoir discuté pendant une heure dans la salle d'attente avec William, Henry finit par dire à Teddy qu'elle mérite beaucoup mieux.
Quelques semaines plus tard (épisode 17), Henry est retrouvé inconscient dans la rue. Il est amené d'urgence à l'hôpital où les scanners révèlent qu'il a une tumeur près du cœur. Teddy est énervée car sachant qu'il avait des douleurs à la poitrine, il a décidé d'aller faire du jogging. Sous antalgiques, il avoue à Teddy qu'il a des sentiments pour elle, ce qui conduit le chef à refuser qu'elle l'opère. Cristina pratique l'intervention pendant que Teddy supervise. Alors que Cristina est sûre de réussir l'intervention, Teddy panique sans arrêt. Quand la tension d'Henry augmente brutalement, prise de panique, elle crie après Cristina qui lui rétorque qu'elle a la situation en main et que Teddy devrait arrêter de se comporter comme une épouse apeurée. Après l'opération, Henry dit à Teddy que ce qu'il a dit précédemment sous morphine, il le pensait vraiment. Teddy le repousse en disant que le sentiment n'est pas réciproque et que ce qu'il y a entre eux n'est pas réel mais que ce n'est qu'une belle histoire.
Dans l'épisode 19, Teddy et Cristina ont un désaccord sur la façon d'opérer Callie. Cristina passe au-dessus de Teddy et demande l'autorisation à Owen et au chef d'opérer. Owen refuse mais lors de l'intervention, Cristina prend les devants et opère Callie à l'aide d'une technique que Preston Burke lui a enseignée. L'opération est un succès mais Teddy annonce à Cristina que dorénavant, elle ne sera plus son mentor. Elle ne peut pas être son professeur si cette dernière refuse de l'écouter. La retirant de son service depuis plus de trois mois, Cristina demande à Owen de glisser un mot en sa faveur à Teddy. Cette dernière refuse en disant à Owen que Cristina doit apprendre qu'elle a eu de la chance et qu'elle aurait très bien pu tuer Callie. Dans l'épisode 21, Cristina en a assez d'être tenue éloignée du service d'Altman et vole un patient. Finalement, elle fait l'intervention (au grand dam de Teddy) qui est un succès mais Owen lui annonce qu'elle n'a pas les prérogatives pour être chef des résidents.
À côté de cela, l'amitié entre Teddy et Henry se développe au fil des épisodes, notamment au cours de l'épisode 19 qui s'étale sur trois mois. Henry ayant un malaise, appelle Teddy. C'est ainsi, qu'après chaque rencart, Teddy passe chez Henry avec les "restes" de son dîner afin de parler de la multitudes de mauvais rendez-vous qu'elle accumule. La complicité entre les deux grandit et Henry décide de faire délicatement le premier pas en lui préparant un dîner aux chandelles. Teddy, comme à son habitude, va chez lui après son rencart mais malheureusement pour Henry, la soirée de Teddy s'est très bien passée. En effet, cet épisode marque le retour d'Andrew Perkins (vu au début de la saison et interprété par James Tupper). Teddy dit à Henry qu'elle ne peut pas rester, Andrew l'attendant dans sa voiture. Henry l'encourage gentiment et lui dit qu'elle devrait y aller.
Teddy assiste avec Andrew au mariage de Callie et Arizona. Andrew annonce à Teddy qu'on lui a offert un poste permanent dans un hôpital militaire en Allemagne et lui demande l'accompagner. Teddy en parle avec Henry et lui dit que ce n'est sûrement pas une bonne idée, elle a trop de responsabilités ici, son contrat, ses étudiants, et Henry. Celui-ci, comprenant que les choses avec Andrew deviennent plus que sérieuses, demande à Webber s'il peut participer à son essai clinique sur le diabète de stade 1 afin qu'il puisse trouver du travail et avoir sa propre assurance, le but étant que Teddy cesse de le voir juste comme un patient. Richard, voyant que Henry est amoureux de Teddy et qu'il est difficile de « gagner » contre Andrew, accepte qu'il intègre son essai clinique. Le temps que Henry annonce à Teddy qu'il a récupéré son ancien travail, celle-ci lui dit qu'elle a accepté de partir en Allemagne. Afin de cacher sa peine, Henry demande à Teddy de divorcer.
Lors du dernier épisode de la saison après une dispute entre eux, Teddy l'embrasse ce qui laisse penser que leur mariage devient « réel ».

### Saison 8
Elle et Henry se marient. Mais Henry meurt durant une opération, ce qui la détruit. Callie, Arizona et Bailey organisent une « soirée filles » pour lui remonter le moral. À la fin de la saison, Owen la renvoie pour qu'elle parte travailler dans l'hôpital militaire qui lui a proposé un poste de chef de chirurgie, en Allemagne.

### Saison 13
Le docteur Altman confirme à Amelia Sheperd que l'on a bien retrouvé la sœur d'Owen Hunt tout à la fin de la saison. Elle est présente uniquement au travers d’un coup de téléphone d’Amelia.

### Saison 14
Alors qu’Owen Hunt retrouve sa sœur, Teddy Altman fait le déplacement d’Allemagne et accompagne Owen et sa sœur dans le lent processus médical qui attend la famille. Elle ne manque pas de conseiller Owen sur sa situation maritale avec Amelia, qui à son goût est trop peu présente auprès de son mari. Avant son retour en Allemagne, Teddy se retrouve seule avec Owen dans un parc, et ils finissent par s’embrasser, ce à quoi fait suite une réplique de Teddy disant qu’elle ne veut pas d’un amour impossible.
Plus tard dans la saison, lors d’un épisode qui retrace le parcours de la sœur d’Owen, de ce dernier, de Teddy Altman et de Nathan Riggs en Irak en 2007, on retrouve Teddy qui réprimande Nathan après que ce dernier eût fait sa demande en mariage à Megan Hunt avec un bijou appartenant à une autre femme.
Alors que le couple formé par Amelia Shepherd et Owen Hunt semblait avoir retrouvé des couleurs, celle-ci lui fait comprendre que le grand amour de son mari n’est autre que Teddy Altman. Sur ce, Owen prend l’avion et se rend en Allemagne, chez Teddy. Ils y passent ensemble une nuit, lors de laquelle ils discutent entre autres de grands projets autour de leur couple, qui n’est désormais plus empêché. Lorsque Teddy comprend que c’est Amelia qui a jeté Owen dans ses bras, elle le rejette et le met dehors, pieds nus. Quelques jours plus tard, Amelia Shepherd appelle Teddy, et la discussion tourne court, ce qui conduit Amelia à dire à Owen qu’il n’a plus aucune chance avec Teddy.
À la fin de la saison, Teddy revient au Grey Sloan Memorial Hospital, ce qui la conduit à opérer avec Miranda Bailey, et lui demande si elle n’a pas un poste en chirurgie cardio-thoracique. Plus tard, Miranda Bailey lui propose un poste de chef de la chirurgie, par intérim, car elle veut prendre un congé sabbatique du poste de chef pour profiter de la chirurgie et se reposer un peu. À la toute fin de l’épisode, on apprend que Teddy est enceinte, ce qui peut conduire à dire que le père ne serait autre qu’Owen Hunt.

## Famille
Henry Burton (Scott Foley) : Époux du Dr Teddy Altman. Elle le rencontre et l'épouse dans la saison 7 pour qu'il puisse utiliser son assurance maladie pour couvrir les frais courants de son traitement contre la maladie de Von Hippel-Lindau. Ils finissent par tomber amoureux. Il meurt dans la saison 8 lors d'une opération chirurgicale.
Allison Hunt : fille d'Owen, née dans la saison 15.

## Casting, départ puis retour du personnage
En octobre 2009, il a été annoncé que l'actrice Kim Raver aurait un rôle récurrent dans la sixième saison de la série. En janvier 2010, Raver a été promu et devient un personnage principal de la série.

Le 18 mai 2012, au lendemain du final de la huitième saison, la créatrice de Grey's Anatomy, Shonda Rhimes, a annoncé que c'était Raver qui a pris la décision de quitter la série.
"Je sais que le final de cette saison a réservé des surprises aux téléspectateurs et que la sortie de Kim Raver a été l'une des plus importantes. Kim était prête à donner à Teddy Altman des vacances indispensables. Ce fut un plaisir de travailler avec quelqu'un d'aussi talentueux, drôle et gentil que Kim; elle va terriblement manquer à tout le monde. J'aime imaginer que Teddy est toujours ici dans l'univers de Grey's Anatomy, dirigeant le commandement médical de l'armée et se construisant une nouvelle vie." - Shonda Rhimes
Lorsque la nouvelle du départ du personnage a été annoncée, Raver a écrit sur son Twitter: 
"J'ai vécu l'un des meilleurs moments de ma carrière créative en travaillant sur Grey's avec Shonda, Betsy et les meilleurs acteurs de la télévision. Je me sens chanceuse et reconnaissante d'avoir travaillé avec une équipe aussi incroyable chez GA [Grey's Anatomy]. Tout le monde vas me manquer !! Et pour les fans de GA [Grey's Anatomy], vous êtes superbe! Je suis sûr que S9 [saison neuf] sera géniale!" - Kim Raver 
Le 20 juin 2017, soit 5 ans après son départ, il a été annoncé que Raver reprendrait son rôle de Teddy Altman en tant qu'invitée puis en rôle récurrent lors de la 14e saison de la série. Au terme de ladite saison, Raver est à nouveau promue au rang de personnage principal pour la saison 15.
"Je suis excitée de reprendre le rôle de Teddy Altman en tant que personnage principal. Revenir dans le Shondaland avec ces incroyables talents comme Krista Vernoff, Ellen Pompeo et le reste du casting, c'est le paradis. Je me sens vraiment chanceuse d'avoir l'opportunité de poursuivre l'histoire de Teddy, qui tient une place spéciale dans mon coeur." - Kim Raver 

## Remarques
Teddy a des oiseaux sur son calots. Owen a révélé que la meilleure amie de Teddy aimait les oiseaux et était décédée lors de l'attentat du 11 septembre 2001 dans l'effondrement de la deuxième tour du World Trade Center.
Teddy a reçu une médaille de bronze pour ses services dans l'armée.
Teddy avait l'intention de quitter l'hôpital à chaque fin de saison. Dans la saison six, elle a presque quitté l'hôpital parce qu'elle ne pouvait pas supporter le fait qu'Owen ne l'aimait pas. Lors de la septième saison, elle envisageait de s'installer en Allemagne avec Andrew Perkins, mais elle restée à Seattle parce que Henry lui avait dit qu'il était amoureux d'elle et qu'elle commençait à tomber amoureux de lui aussi. Lors de la huitième finale de la saison, elle s'est vu proposer un emploi dans l'armée, mais a refusé de le prendre car elle souhaitait rester à Seattle pour soutenir Owen, car il traversait une période difficile. Cependant, Owen ne voulait pas qu’elle rate cette occasion, juste à cause de lui, et s’obligea à la licencier. Après son licenciement, Teddy fut en colère au début, mais soulagée par la suite, et elle a accepta le poste, quittant ainsi le Seattle Grace Mercy West.
Bien qu'elle fasse partie de la distribution principale de la saison 6 à la saison 8, la saison 7 est la seule saison dans laquelle elle apparaît dans chaque épisode. Elle est apparue pour la première fois à la mi-saison 6 et elle n'a pas été mentionnée dans l'épisode de réalité alternative Et si… (8x13).
Bien que le département de chirurgie cardio-thoracique ait eu le plus de chefs de département différents que tout autre département au cours de toute la série, Teddy est la seule responsable de chirurgie cardio-thoracique à avoir été virée. Il convient de noter cependant qu’elle n’a pas été licenciée pour des raisons de performance, mais plutôt comme une incitation à prendre un poste chez MEDCOM.
Teddy était incapable de réaliser une appendicectomie sans que l'infirmière Linda ne lui rappelle les étapes restantes de la procédure.
Parmi tous les acteurs principaux de la saison 6, Teddy est le seul à ne pas avoir rencontré Gary Clark lorsqu'il a erré à l'hôpital pour tirer sur des gens (6x23 - 6x24).
Teddy aime les chiens, surtout les chiots.
Elle déteste les hélicoptères.
Elle a révélé que son couple modèle était Callie et Arizona. (7x09)
La nourriture préférée de Teddy est la nourriture française. (7x09)
Teddy a décidé d'aller à l'école de médecine à l'âge de 19 ans.
Elle parle l'allemand. (14x17)
Parmi tous les personnages principaux, elle est la première à revenir en tant que personnage principal après avoir quitté la distribution principale.